# Christoph R. Siebrasse
Christoph R. Siebrasse (* 1944 in Wermelskirchen) ist ein Möbeldesigner und Künstler, der vorwiegend im Grenzbereich von Skulptur und Design arbeitet.

## Leben und Werk
1970 gründete Siebrasse gemeinsam mit Rainer Schenk ein Atelier, das 1973 von Kronberg im Taunus nach Köln verlegt wurde. Bis 1979 führte Siebrasse dort individuelle Möbelentwürfe und Einrichtungsplanungen aus. Von 1979 bis 1985 lebte Siebrasse in Puerto Rico de Gran Canaria, wo er Einrichtungen für Ferienwohnungen entwarf.
Nach seiner Rückkehr im Jahr 1986 gründete Siebrasse, wiederum gemeinsam mit Rainer Schenk, die Künstlergruppe Confrontation: Art und Design. In der Zeit von 1987 bis 1994 entstanden zahlreiche Möbelobjekte. 1997 wurde Christoph Siebrasse in den Deutschen Werkbund berufen.
Siebrasses Arbeiten der späten 1980er und frühen 1990er Jahre, bei denen es sich meist um Unikate oder um handgefertigte Objekte in kleinen Auflagen handelte, sind oft handgeschweißte Rahmenkonstruktionen aus Vierkantstahlrohr. Beispiele hierfür sind der Russische Stuhl (1992), die Schreibkanzel Freidenker (1988), eine Kombination aus Stuhl und Schreibtisch in hochsitzartig erhöhter Form, und das skulpturale Aufbewahrungsmöbel Pentagon-Dodekaeder (1990), bei dem ein Behältnis in Form des namensgebenden geometrischen Körpers im Zentrum einer Rahmenkonstruktion mit Stahlseilen verspannt ist. Auch der Armlehnstuhl Sensilla (1988) besteht aus einem Vierkant-Stahlrohrgestell in Kombination mit einer Sitzfläche aus Marmor oder mit einer Sandwich-Konstruktion aus Stahlblech und Filz. Anstatt einer starren Verbindung ist die Sitzfläche an vier Punkten mittels Stahlseilen am Rahmen aufgehängt. Sie ermöglicht eine freie Beweglichkeit der Sitzfläche. Sensilla wird in der Bibliothek des Deutschen Architekturmuseums zur Möblierung eingesetzt.
Neben diesen Metallmöbeln experimentierte Siebrasse immer wieder mit anderen Materialien. So entstand bereits 1977 eine umfangreiche Holzmöbelserie, die 2013 wieder aufgelegt wurde. In deren Umfeld entstand 1979 außerdem der Schmetterlingsessel, der ursprünglich in Corian und in Marmor als Einzelstück ausgeführt wurde.

## Ausstellungen und Messeteilnahmen (Auswahl)
- 1990/91 Teilnahme an der 5. Triennale Zeitgenössisches Deutsches Kunsthandwerk, Kestnergesellschaft, Grassi Museum für Angewandte Kunst, Museum Angewandte Kunst (Frankfurt am Main)[2]
- 2016 Einzelausstellung „Grenzgänger“ im Ausstellungsraum Heidelberger Stuhlmuseum der Wiedereingliederungshilfe für Wohnungslose der Evangelischen Stadtmission Heidelberg[3]
- 2017 Einzelausstellung „Art Design für Freidenker. Entwürfe, Plakate und Ephemera von und über den Kölner Künstler Christoph R. Siebrasse“ im Stammhaus der Buchhandlung Walther König, Köln[4]

Mit der Gruppe Confrontation: Art und Design
- 1987–1993 Aussteller auf der Kölner Möbelmesse
- 1992 „Die neue Zeit“, Galerie Blau, Freiburg[5]

## Werke in öffentlichen Sammlungen
- Museum Angewandte Kunst (Frankfurt am Main)
- Museum für Angewandte Kunst Köln: Armlehnstuhl Sensilla (Schenkung 2012)[6]